# Université Paris-Nanterre
L'université Paris-Nanterre (également parfois Paris-X,) est une université française multidisciplinaire, spécialisée dans les sciences économiques, les sciences humaines et sociales, le droit, les lettres, la psychologie et les sciences politiques.
L'université est héritière de la faculté des lettres et sciences humaines fondée en 1964 et de la faculté de droit et des sciences économiques créée en 1966 afin de désengorger la Sorbonne. Elle est le théâtre d'événements qui ont marqué le monde universitaire à la fin des années 1960.
Son campus principal est situé à Nanterre en Île-de-France. L'université compte 2 000 enseignants-chercheurs, 700 agents administratifs et plus de 33 000 étudiants répartis dans 8 UFR et 5 instituts.

## Histoire

### Fondation et premières années

#### Prémices et chantiers
Le site de Nanterre est dédié dès 1958 à l'enseignement, car, cette année-là, une première vague d'étudiants parisiens s'installe dans les locaux vacants de l'Établissement central du matériel aéronautique (ECMA, ex-base aérienne 119-Nanterre), qui avait abrité une école de mécaniciens d'avions.
Les études de bâtiments pour la faculté de lettres débutent en octobre 1962. Les premières pierres sont posées le 5 janvier 1963 pour s'achever complètement en 1969. La faculté de droit ouvre en 1966, rattachée à celle du Panthéon.
Le 2 novembre 1964 la faculté de lettres et de sciences humaines est ouverte, comme annexe de la Sorbonne, qu'elle désengorge. Elle devient l'un des plus gros centres d'enseignement parisiens.
Un immense couloir relie cinq bâtiments de la « barres des sciences sociales » (A à E) et dessert les amphithéâtres. Le C, au centre, avec sa cafétéria, est stratégique. Le bâtiment DD est ajouté, adossé à l’historique bâtiment D en 1992 et réalisé par Paul Chemetov. Dans le prolongement du bâtiment A, la Maison Archéologie et Ethnologie René-Ginouvès (MAE) ouvre ses portes en 1996-1997.
À son origine, la gare de « La Folie » était une baraque en bois, du type « Far West », rapidement inadaptée aux flux croissant des étudiants et causant l’enclavement du campus universitaire par rapport au reste de la ville. En dessous du panneau sur lequel le nom de la station de RER « La Folie » était inscrit, il était ajouté « complexe universitaire ». Une rampe sortant de la gare est construite en 1964, l’année de l’inauguration du campus. En 1972, l’arrivée du RER, une année après l'achèvement de la préfecture, transforme la physionomie de la gare.
Le restaurant universitaire ouvre en 1967, situé à proximité de la bibliothèque universitaire. Durant ses premières années il est symbole de l’ouverture sur l’extérieur, car les jeunes des cités et bidonvilles viennent s’y restaurer.

#### L'esprit de la création
À sa création en 1965, Nanterre « a soulevé de grands espoirs » et « devait être le lieu d'expérimentation d'un enseignement renouvelé, l'esquisse de l'université de demain », en profitant de l'apport de « célèbres professeurs » qui « ont volontairement quitté la Sorbonne pour participer à la Grande Aventure ». Henri Lefebvre, professeur de sociologie de 1965 à 1968, influence les étudiants qui initient le mouvement de Mai 68, puis livre une analyse à chaud des événements.
Ces « grands espoirs » sont rapidement déçus. Pour être moderne, « il ne suffit pas d'utiliser du béton et du verre », dénoncera quatre ans après un étudiant, cité par L'Express. En 1964, Nanterre accueille 2 300 étudiants et en 1968 elle doit en absorber 12 000.

#### Un vaste espace disponible
Le 3 novembre 1965 est ouverte la résidence universitaire de Nanterre. C'est la deuxième de la région en nombre de lits. L’Association des résidents (ARCUN), fondée et présidée par Dominique Tabah, compte 800 inscrits pour 1 400 résidents dès 1967. L'écrivain Robert Merle, professeur d'anglais au campus, en fait l'épicentre de son roman Derrière la vitre.
Avec 4 tours de 9 étages et 4 barres de cinq étages, cuisine collective au bout du couloir de 20 ou 30 chambres, 3 douches, WC et un seul téléphone au milieu, la « Cité U » donne sur le bidonville du Pont de Rouen et sur l’école du Petit Nanterre, qui accueille les enfants des bidonvilles. Le foyer F, la salle Mimosa dans la chaufferie, et celle du centre culturel au milieu des pelouses, accueillent les fêtes étudiantes réputées des années 1980, quand est fondée en 1984 une nouvelle Association des résidentes de Nanterre.
Le centre sportif est inauguré le 1er janvier 1968.
Une grande bibliothèque universitaire est créée pour la nouvelle université. Haute de 57 mètres, elle est achevée en 1969. Il s'agit du dernier édifice de l’architecte Edouard Albert, mort avant la fin du chantier.

### Les contestations étudiantes des années 1960
Réputée pour être ancrée à gauche politiquement,, l'université est l'épicentre de contestations étudiantes parisiennes puis nationales, menant au mouvement social de Mai 68.

### Développement après les évènements demai 1968

#### Agrandissement, création des UFR et des antennes
L'université Paris-X est créée en 1970, réunissant la faculté des lettres, des sciences économiques et du droit, avec comme premier président l'historien René Rémond, qui avait succédé l'année précédente au philosophe Paul Ricœur. Elle rassemble les UER issues des deux facultés et le rattachement de l'IUT de Ville-d'Avray à l'université.
En 1985 et 1989, les antennes décentralisées sont fondées. En 1984, la promulgation de la loi Savary, qui crée les UFR actuelles (renouveau et élargissement de la carte des diplômes) favorise en 1985 l'ouverture d'une antenne à Saint-Quentin-en-Yvelines, puis, en 1989, l'ouverture d'une autre antenne à Cergy-Pontoise. En 1991, l'université de Versailles-Saint-Quentin et l'université de Cergy-Pontoise deviennent des universités de plein exercice.

#### Persistance de mouvements étudiants
Dans les années 1980, des affrontements opposent régulièrement militants anarcho-communistes et d'extrême droite[réf. nécessaire].
En novembre 1986, l'université est occupée dans le cadre de la grève nationale contre le projet Devaquet.

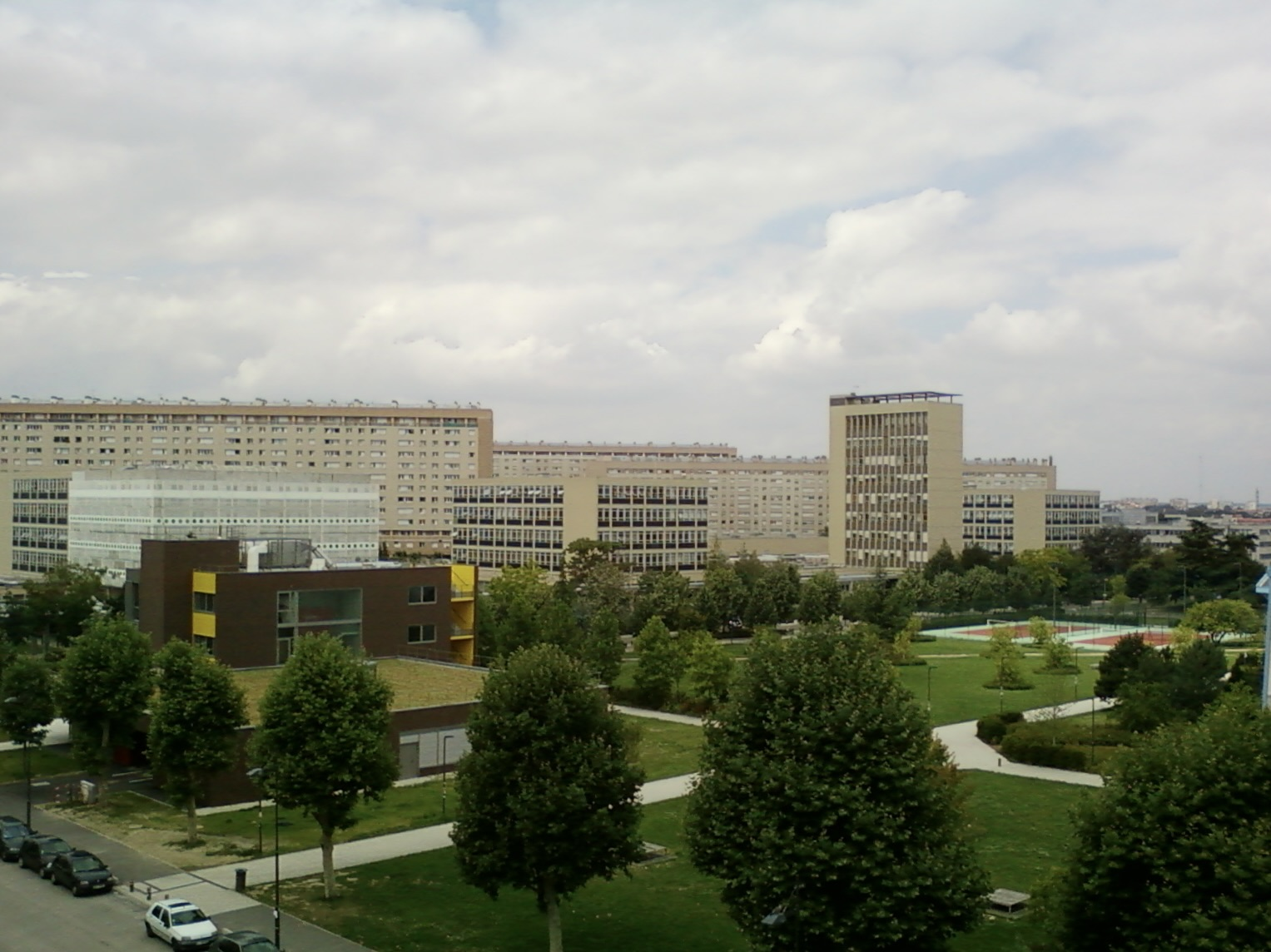
Vue générale du campus de Nanterre en 2011.

### Expansion et modernisation dans les années 1990-2000

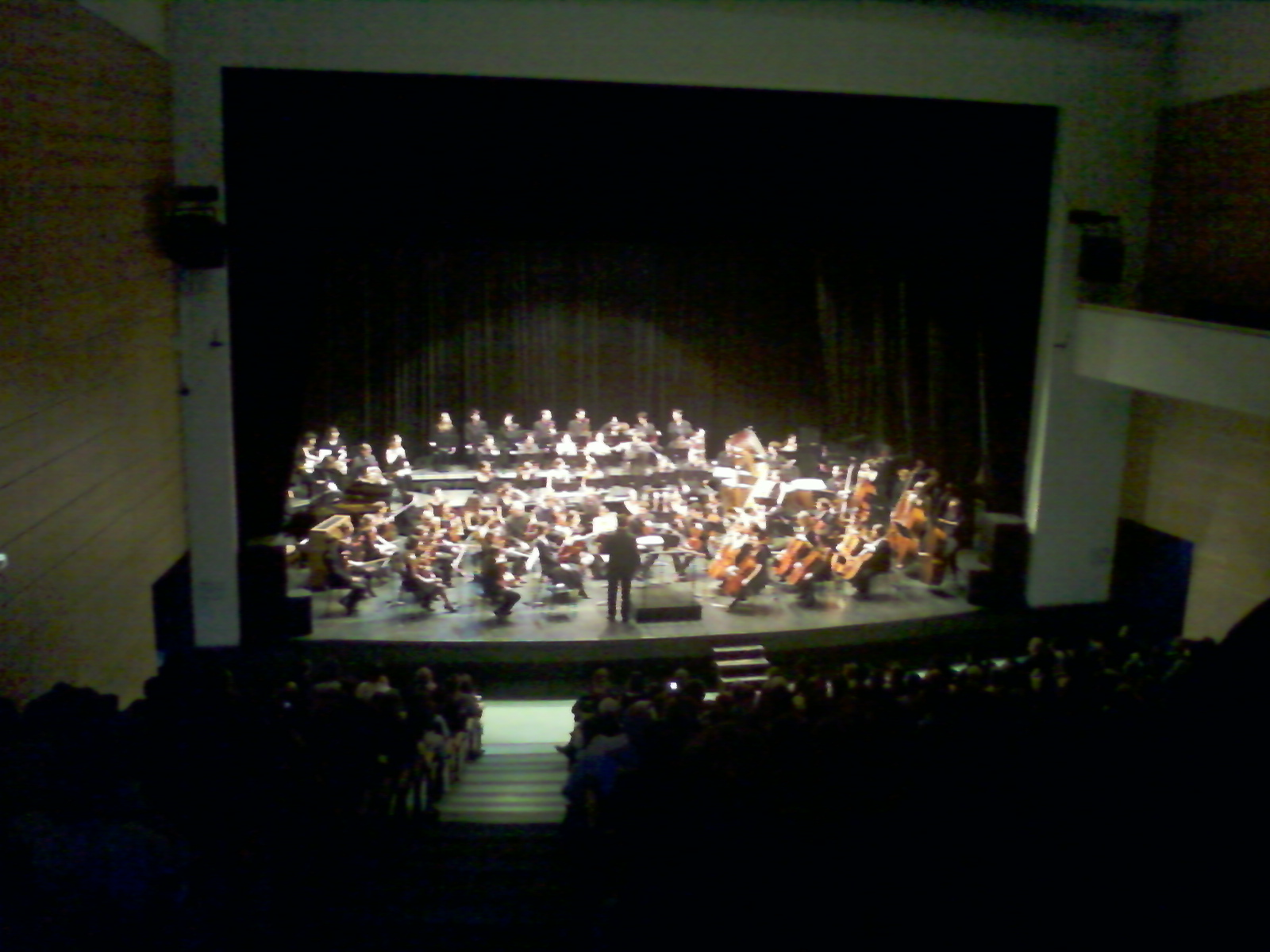
Le théâtre Bernard-Marie Koltès de l'université (situé dans le bâtiment L) lors d'un concert de l'association MELO'DIX le 27 mars 2012.

#### Révoltes et manifestations
Dans les années 2000, l'université est le théâtre de protestations étudiantes.
En février et mars 2006, des manifestations ont lieu à l'université et dans Paris, contre le projet du Contrat première embauche (CPE). Une mobilisation de l'université de Nanterre se met en place par le biais d'assemblées générales, qui conduit aux blocages de quelques bâtiments et à l'occupation de certains locaux. Au fil du temps le blocage des bâtiments réalisé par des étudiants grévistes, paralyse l'ensemble de la faculté, et des tensions naissent, obligeant les forces de l'ordre à intervenir, afin d'éviter de nouveaux affrontements entre les grévistes et non grévistes. De ce fait, celle-ci aura été fermée sur décision du président Olivier Audéoud pour une durée indéterminée. L'université est officiellement fermée du 14 mars au 28 mars. Le 24 avril, la reprise des cours est rendu possible.

### Depuis 2010

#### Changements administratifs
En 2008, le nom de l'université est modifié en « Université Paris Ouest Nanterre La Défense ». En 2016, il devient « Université Paris-Nanterre »,.
Le conseil général des Hauts-de-Seine, présidé par Patrick Devedjian (UMP), avait supprimé en janvier 2010 une subvention annuelle de 900 000 euros versée depuis quatre ans. La subvention a été rétablie en mars 2010 dans le cadre d'une convention d’objectif en vue de la création d’un institut du numérique.
Depuis, cette subvention de 750 000 euros a été supprimée par le président du conseil général des Hauts-de-Seine, alors que dans le même temps le pôle universitaire Léonard-de-Vinci, dont la création a été très controversée a reçu une dotation du conseil général une subvention de 7 millions d'euros. Ainsi l'arrêt de cette subvention a engendré la disparition de l'institut du numérique de l'université de Nanterre.
L'université Paris Ouest, dans le cadre du projet de Grand Paris, a initié un partenariat avec le pôle Léonard-de-Vinci.
Le 1er octobre 2018, la ComUE Université Paris-Lumières et l'université Paris-Nanterre annoncent la création de l'École universitaire de recherche ArTeC (Arts, technologie et création), faisant suite à l'obtention d'un financement de 10 ans par le programme d’investissements d'avenir (PIA) du ministère de l'Enseignement supérieur, de la Recherche et de l'Innovation pour la fondation d’une « École universitaire de recherche »,.

#### Agrandissements du campus et innovations
En 2016, la nouvelle Maison des Sciences humaines et sociales (Max Weber) est inaugurée. Elle comporte 1 amphithéâtre, plusieurs salles de réunions et 124 bureaux à destinations principale des enseignants-chercheurs.
En 2021, la bibliothèque universitaire inaugure un espace de travail axé sur le numérique : le Pixel[source secondaire souhaitée]. Ce chantier aura couté 3,6 millions d'euros.

#### Manifestations et rixes
L’université détient le record avec le Centre Pierre-Mendès-France des blocages en Île-de-France, parfois assortis de violences.
Au printemps 2018, une action contre la loi Vidal qui instaure une sélection à l'entrée de l'université, conduit à l'occupation d'un des bâtiments par une trentaine d'étudiants après que ceux-ci ont brisé des vitres pour s'y introduire. Sept interpellations ont lieu après l’intervention des CRS. Deux anciens étudiants de l’établissement seront condamnés pour violences
En 2019, lors des élections universitaires, l’université est le lieu d'affrontements entre les militants d’associations de gauche comme l’Unef et le NPA, et les souverainistes d'extrême droite de la Cocarde étudiante.
Pendant l'année universitaire 2021-2022, un bâtiment est occupé pendant neuf mois par les « Sans-Facs de Nanterre », un groupe d'étudiants qui réclament une inscription en licence et master,
En septembre 2023, cinq militants des « Jeunes avec Macron » sont agressés par une dizaine de militants du groupuscule d’ultragauche la Jeune Garde venus coller des affiches pour la manifestation « contre les violences policières ».
En novembre de la même année, en réaction à la guerre à Gaza, se multiplient les tags pro-palestiniens ou antisémites sur le campus universitaire.

## Historique des doyens et présidents
| Mandat      | Nom            | Discipline                       |
| ----------- | -------------- | -------------------------------- |
| 1965 - 1968 | Pierre Grappin | Langue et littérature allemandes |
| 1968 - 1969 | Jean Beaujeu   | Langue et littérature latines    |
| 1969 - 1970 | Paul Ricœur    | Philosophie                      |
| 1970 - 1971 | René Rémond    | Histoire                         |

| Mandat      | Nom                  | Discipline |
| ----------- | -------------------- | ---------- |
| 1968 - 1969 | Philippe Malaurie    | Droit      |
| 1970 - 1970 | Jean-Maurice Verdier | Droit      |

| Identité                                   | Période | Période          | Durée |
| Identité                                   | Début   | Fin              | Durée |
| ------------------------------------------ | ------- | ---------------- | ----- |
| René Rémond, (1918 - 2007)                 | 1971    | 1976             | 5 ans |
| Jean-Maurice Verdier (1928 - 2018)         | 1976    | 1981             | 5 ans |
| Carol Heitz (1923 - 1995)                  | 1981    | 1983 (démission) | 2 ans |
| Michel Imberty (né en 1943)                | 1983    | 1988             | 5 ans |
| Paul Larivaille (né en 1932)               | 1988    | 1993             | 5 ans |
| Michel Imberty (né en 1943)                | 1994    | 1997 (démission) | 3 ans |
| André Legrand (1939 - 2024)                | 1998    | 2003             | 5 ans |
| Olivier Audéoud (né en 1948)               | 2003    | 2008             | 5 ans |
| Bernadette Madeuf (née en 1948)            | 2008    | 2012             | 4 ans |
| Jean-François Balaudé (né en 1963)         | 2012    | 2020             | 8 ans |
| Philippe Gervais-Lambony (d) (né en 1962)  | 2020    | 2024             | 4 ans |
| Caroline Rolland-Diamond (d) (née en 1972) | 2024    | En cours         | 1 an  |

## Composantes

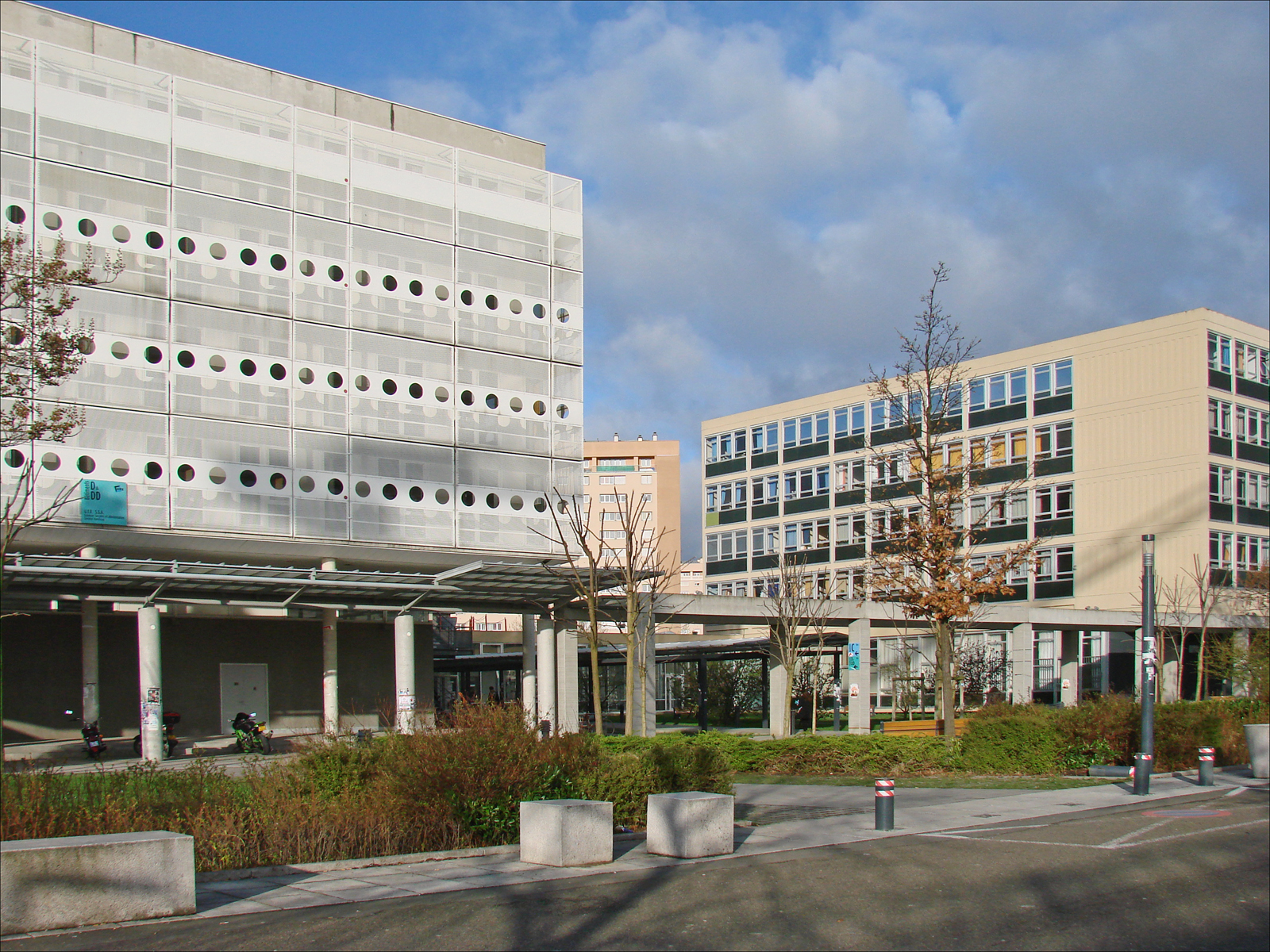
Bâtiments DD et C des UFR SSA et SPSE.

### Les composantes: instituts et écoles
- École universitaire de recherche ArTeC (EUR ArTeC)
- Institut universitaire de technologie (IUT) Ville d'Avray - Saint-Cloud
- Institut de préparation à l'administration générale (IPAG)
- Institut d'études judiciaires - Henri Motulsky (faculté de droit et science politique)
- Institut Confucius (en partenariat avec l'université de Xiamen)
- Le Nouveau collège d'études politiques (NCEP), structure dépendante des universités Paris-Nanterre et Paris-VIII-Vincennes-Saint-Denis, hébergée sur le Campus Condorcet depuis septembre 2023.

## Campus
Les trois campus de l'université Paris-Nanterre sont situés dans le département des Hauts-de-Seine, à proximité du site de la Défense.

### Campus de Nanterre

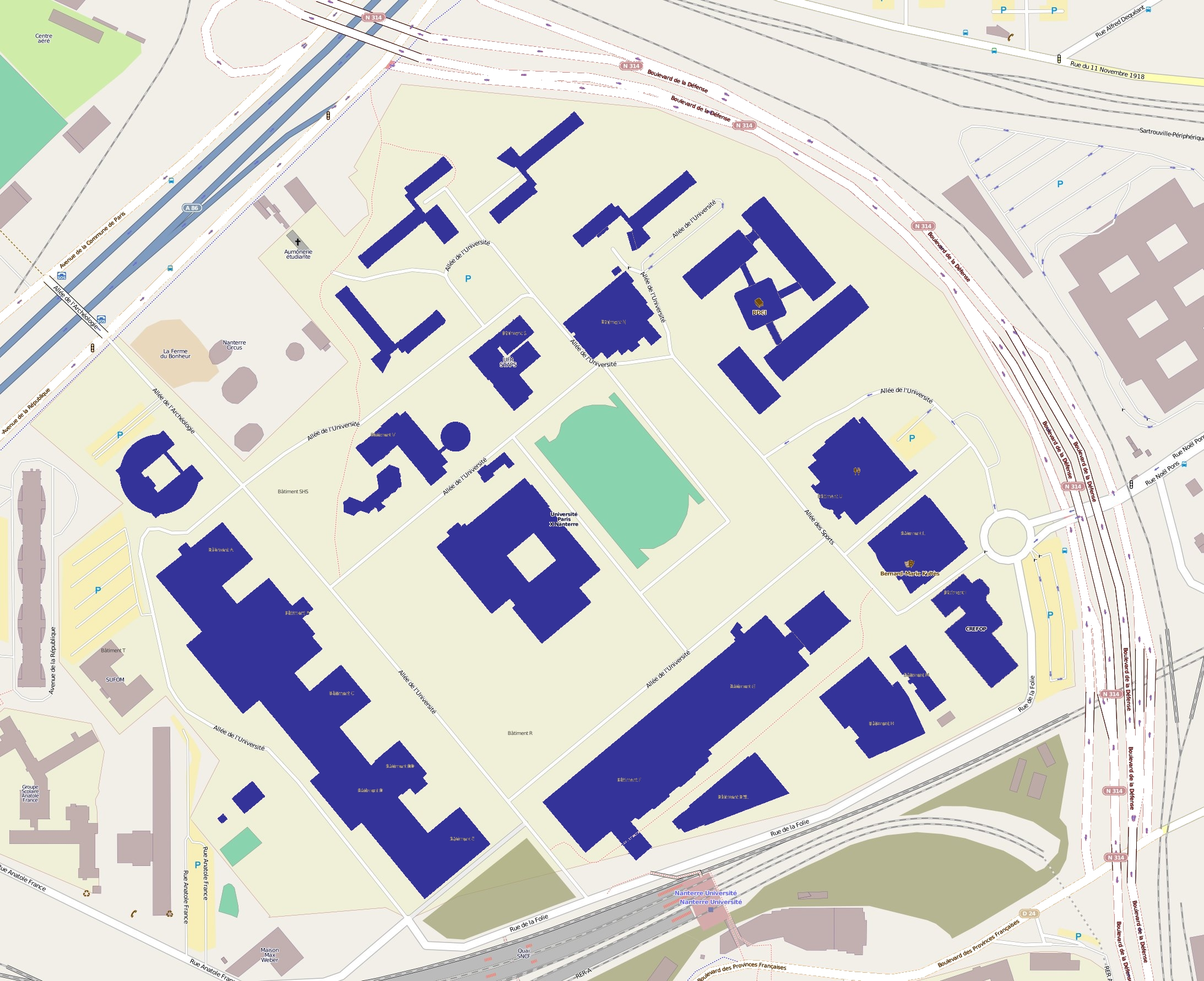
Plan du campus de Nanterre.

Situé à proximité du quartier d'affaires de la Défense et du centre-ville de Nanterre, le campus de Nanterre, principal campus de l'université, s'étend sur près de trente hectares et regroupe autour de son « carré vert » central :
- l'essentiel des locaux d'enseignement et de recherche de l'université ;
- la bibliothèque universitaire (BU) et La contemporaine ;
- la Maison des Sciences de l’homme Mondes (MSHM) ;
- la Maison de l'étudiant ;
- le restaurant universitaire (RU) ;
- une résidence universitaire du CROUS de l'académie de Versailles d'une capacité d'accueil de 1 400 chambres ;
- une piscine olympique ;
- un centre sportif universitaire comprenant une salle omnisports, des salles spécialisées et de nombreux terrains extérieurs ;
- une salle de cinéma (bâtiment B amphi B2) d'une capacité d'environ 1 000 places ;
- le théâtre Bernard-Marie-Koltès ;
- un espace d'exposition, l’espace Reverdy.

### Campus de Ville-d'Avray
Il accueille dans les locaux de l'ancienne école technique aéronautique le secteur technologies industrielles de l'université. Le site regroupe ainsi un bâtiment d'enseignement et de recherche et les ateliers dans lesquels les étudiants des formations professionnalisées reçoivent des enseignements pratiques. On y trouve également un restaurant universitaire et une cafétéria.

### Campus de Saint-Cloud
Le « Pôle Métiers du livre » de l'université Paris-Nanterre est dédié aux formations préparant aux métiers du livre et de la communication audiovisuelle. Ouvert à la rentrée 1999, ce bâtiment regroupe les locaux d'enseignement et de recherche et inclut une cafétéria.

## Enseignement et recherche

### Centres de recherche actuels
Au cours du contrat quinquennal 2014-2018, l'université Paris-Nanterre compte 41 centres de recherche, dont 13 unités mixtes de recherche (UMR). Ces unités de recherche regroupent plus de 1 000 personnes, dont plus de 700 enseignants-chercheurs de l'université Paris-Nanterre, mais aussi plus de 150 enseignants-chercheurs d'autres universités, plus d'une centaine de chercheurs du CNRS et plusieurs dizaines de chercheurs provenant d'autres établissements[source secondaire souhaitée].

### Scientométrie
L'université Paris-Nanterre n’est pas ou mal classée dans les principaux classements mondiaux des universités. Cette situation est liée pour l’essentiel à la méthodologie de ces classements internationaux. Les spécificités de l'université Paris Ouest la pénalisent en effet fortement ; il s'agit d'une université française, essentiellement centrée sur les sciences humaines et sociales, alors que ces classements favorisent très fortement les établissements généralistes ou spécialisés en sciences exactes dont les recherches sont publiées en anglais.
Elle est ainsi entre la 701e et la 800e place du classement mondial des universités QS 2013. Dans ce dernier, elle est le 4e établissement français dans le domaine des arts et humanités, derrière l'université Panthéon-Sorbonne, Paris Sorbonne et l'École normale supérieure de Paris. Le Times Higher Education World University Rankings considère Paris Nanterre comme « une des universités les plus prestigieuses du pays » et souligne la qualité de ses programmes de masters, ses partenariats avec les Grandes écoles et sa liste d'anciens élèves.
Le classement de Shanghai par discipline place Nanterre entre la 51e et la 100e place mondiale en anthropologie et 50e en archéologie.
Le master de psychologie de Paris-Nanterre est le premier de France en termes d'insertion professionnelle selon le classement 2018 du Parisien.
L'université Paris-Nanterre fait partie des universités les plus demandées en France sur Parcoursup[source insuffisante].
Le classement Eduniversal (en) 2021 des meilleurs masters classe neuf masters dispensés par l'université Paris-Nanterre parmi les meilleures formations de France dans leur domaine respectif, notamment en droit, banque et finance.

## Évolution démographique et budgets
Évolution démographique de la population universitaire
| 2000   | 2001   | 2002   | 2003   | 2004   | 2005   | 2006   | 2007   |
| ------ | ------ | ------ | ------ | ------ | ------ | ------ | ------ |
| 33 661 | 31 569 | 27 676 | 29 820 | 30 426 | 30 257 | 29 643 | 29 345 |

| 2008   | 2009   | 2010   | 2011   | 2012   | 2013   | 2014   | 2015   |
| ------ | ------ | ------ | ------ | ------ | ------ | ------ | ------ |
| 28 873 | 29 459 | 29 866 | 31 807 | 31 928 | 32 381 | 31 459 | 31 606 |

| 2016   | 2017   | 2018   | 2019   | 2020   | 2021   | 2022   | - |
| ------ | ------ | ------ | ------ | ------ | ------ | ------ | - |
| 31 001 | 30 370 | 31 714 | 32 293 | 32 346 | 32 616 | 31 975 | - |

Le budget 2012 s'élève à 155 millions d'euros (2013). Par rapport à 2012, la hausse des crédits est de 0,83 %.

## Filmographie
- La Chinoise, 1967 ;
- Comment je me suis disputé… (ma vie sexuelle), 1996 ;
- L'Auberge espagnole, 2002, en tant qu'université de départ de Xavier ;
- Le Mur, Yann Corbon, 2006 ;
- Intouchables, Éric Toledano et Olivier Nakache, 2011, dans une brève scène sur le quai de gare de l'université ;
- Le Brio, Yvan Attal, 2017.

### Note
1. ↑  Certaines critiques sont détaillées sur la page Palmarès universitaires.